# Helmut J. Psotta
Helmut Julius Psotta (9 de noviembre de 1937, Bottrop; 29 de diciembre de 2012, Wesel) fue un pintor, dibujante, fotógrafo, performer y pedagogo de arte alemán.

## Biografía
Helmut J. Psotta provenía de una región de alta Silesia, en la cuenca del Ruhr de una familia de inmigrantes, dedicados principalmente a la ganadería, carnicería, minería y comercio a pequeña escala. Desde niño tocaba música, pintaba y escribía poesía. Después de terminar el bachillerato en 1955, realizó un aprendizaje como pintor de vidrio con Peters (Bottrop y Paderborn) y asistió a cursos nocturnos en la Folkwangschule de Essen con Jo Pieper (1893-1971) y Josef Urbach (1889-1973), entre otros.
Después de completar su aprendizaje, comenzó sus estudios regulares de pintura aplicada en la Folkwangschule bajo Max Burchartz en 1957/58. En 1959/60 se trasladó a la Peter-Behrens-Werkkunstschule de Düsseldorf para estudiar diseño metálico (esmalte) en la clase de la artista del esmalte Lili Schultz (1895-1970). En 1961 ganó un concurso internacional con sus diseños de ventanas de vidrio para la iglesia del Colegio del Verbo Divino en Santiago de Chile y se hizo cargo de la cátedra de arte sacro en la Facultad de Arquitectura de la Universidad Católica de Santiago de Chile a principios de 1963. En 1967 regresó a Europa y enseñó principalmente en los Países Bajos hasta principios de los años ochenta. En 1982 fue a Lima, Perú y fundó el grupo de artistas Grupo Chaclacayo, en 1984 el Museo de Arte de Lima realizó una primera exposición del grupo, tras la cual la obra fue expuesta en 1989 en la República Federal y en la República Democrática Alemana. El Grupo Chaclacayo se disolvió en 1995. En 1998 Psotta se trasladó a Berlín y se dedicó a la fotografía. Desde 2007 hasta el final de su vida se dedicó exclusivamente a su obra gráfica.

## Obras
- Helmut J. Psotta: Es vraag van het begin. Ámsterdam 1971
- Casa Betania (Ed.): Grupo Chaclacayo: Todesbilder De Perú o El Fin del Sueño europeo. Berlín, 1989. ISBN 3-923854-47-1
- Helmut J. Psotta, Arndt Beck: Autopsia de 2000 De la Parada de la Historia. Bd 1: Los Valores. Berlín, 2005. ISBN 3-87956-306-3
- Helmut J. Psotta, Arndt Beck: Autopsia de 2000 De la Parada de la Historia. Bd 2: La Nada.. Berlín 2006. ISBN 3-87956-313-6
- Arndt Beck (Ed.): Helmut J. Psotta: Radical en la poesía temprana de trabajar 1954-1962. Berlín 2013. ISBN 978-3-87956-371-5
- Arndt Beck (Ed.): Helmut J. Psotta: causa intranquilidad de Pablo Neruda. Berlín 2013. ISBN 978-3-87956-376-0